# Bois (musique)
Pour un article plus général, voir Instrument à vent.
Pour les articles homonymes, voir Bois (homonymie).

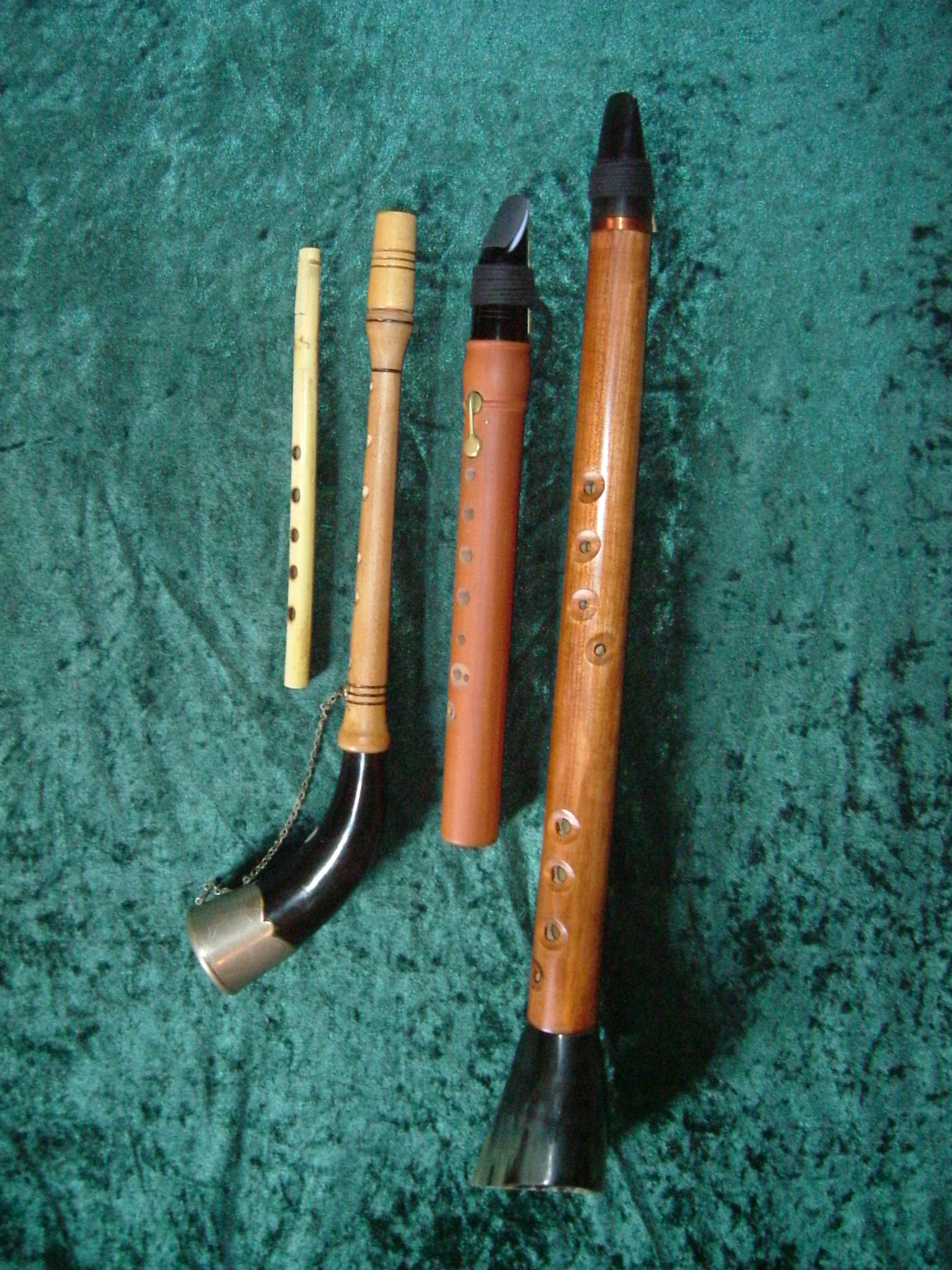
De gauche à droite : mandoura (Crète), rischok (Ukraine), chalumeau (adaptation moderne d'un instrument du 18e siècle), birbyne (Lithuanie)

Les bois sont une famille d'instruments de musique à vent qui se caractérisent par leur système d'émission du son constitué :
- soit par un biseau vers lequel l'air peut être canalisé comme la flûte à bec ou librement dirigé par le musicien comme la quena ou la flûte traversière,
- soit par la vibration d'une anche libre comme l'accordéon, le bandonéon, l'accordina ou l'harmonica, d'une anche simple battante comme la clarinette ou le saxophone ou d'une anche double comme le basson, le hautbois ou le cor anglais.

Malgré l'appellation de bois, les instruments sont inclus dans cette famille uniquement sur la base du mode de production du son et non en fonction des matériaux utilisés pour leur fabrication. En effet s'ils étaient à l'origine exclusivement taillés en bois, d'autres matériaux sont aujourd'hui très répandus. On trouve ainsi bon nombre d'instruments de la famille des bois conçus en métal comme les saxophones ou les flûtes traversières, en cristal comme quelques flûtes traversières, en ivoire comme des hautbois baroques, en céramique comme l'ocarina ou en plastique comme une partie des flûtes à bec. Dans le monde, la grande majorité des bois, et notamment les instruments traditionnels, est encore de nos jours fabriquée avec toutes sortes d'essences de bois. 
Selon le même critère, les instruments en bois où les lèvres créent la vibration (mode de production du son différent), sont classés dans la famille des cuivres, voir le cornet à bouquin ou le didgeridoo australien.

## Organologie
Peu importe donc la matière dans laquelle ils sont fabriqués, pour appartenir à la famille des bois, les instruments doivent avoir :
- soit un biseau, le souffle d'air s'y fend et crée le son, principe dit du "sifflet"
- soit une anche simple, mise en vibration par un souffle d'air, principe du "brin d'herbe" entre les pouces que l'on fait vibrer
- soit une anche double, également mise en vibration par un souffle d'air, principe du "ballon de baudruche" que l'on dégonfle en tirant des deux côtés de son extrémité

Le plus souvent, la partie transformant le son est faite d'un tuyau cylindrique (flûte traversière ou clarinette) ou conique (saxophone ou hautbois), généralement percé de trous bouchés par les doigts ou un mécanisme qui peut être complexe. La forme de la perce détermine le timbre de l'instrument, sa longueur elle, la hauteur de la note. L'obturation de tous les trous de l'instrument donnera sa note la plus grave. En ouvrant les trous un par un, donc en raccourcissant la longueur du tube, le son monte progressivement : plus le tube est court, plus la note est aiguë.
La flûte de pan est à la fois un cas particulier et une illustration de ce procédé : chaque cylindre accolé, de section identique, mais de longueur croissante, donne une note de plus en plus grave. L'ocarina a une forme globulaire. La flûte à coulisse (ou jazzo-flûte), elle, est de perce cylindrique avec un bouchon interne mu par une coulisse pour monter ou descendre les sons.

## Les instruments de la famille de bois
- À biseau :

- À anche libre :

- À anche simple (ou à anche simple battante):

- À anche double contrôlée ou non :